# Valle di Viñales
La Valle di Viñales è una depressione carsica che si trova nella parte più occidentale dell'isola di Cuba.

## Geografia

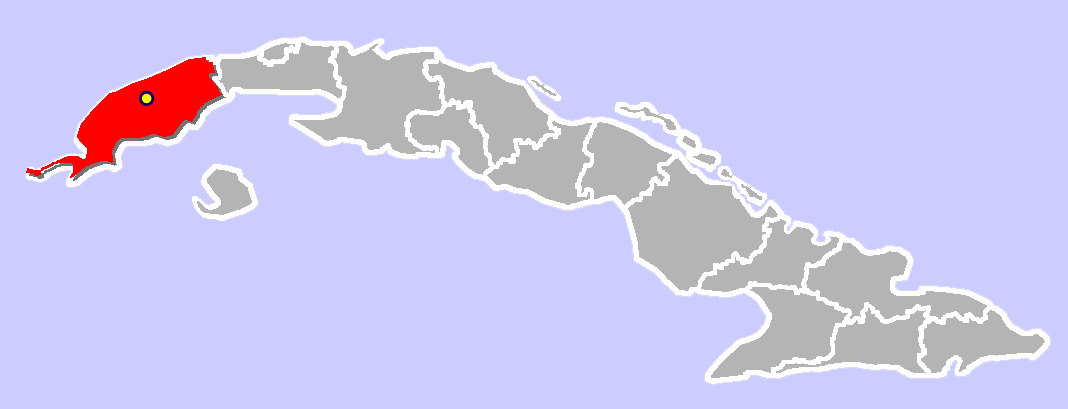
Posizione geografica della valle di Viñales a Cuba

La valle si estende su di una superficie di 132 chilometri quadrati ed è situata nella Sierra de los Organos, vicino alla città di Viñales, nella provincia di Pinar del Río.
Nella parte bassa della valle vi sono ampie coltivazioni di tabacco, soprattutto condotte tramite tecniche agricole tradizionali. Lungo le colline invece si aprono numerose grotte, come la Cueva del Indio e la Cueva de José Miguel. Questa valle è una popolare meta turistica per gli amanti del trekking e dell'arrampicata. I picchi rocciosi che si ergono come isole dal fondo della valle sono chiamati 'mogotes' dalla popolazione locale.
Nel 1999 la valle di Viñales è stata inserita nell'elenco dei Patrimoni dell'umanità dell'UNESCO, grazie anche ai numerosi endemismi che essa ospita, sia per quanto riguarda la flora che la fauna.

## Luoghi di interesse

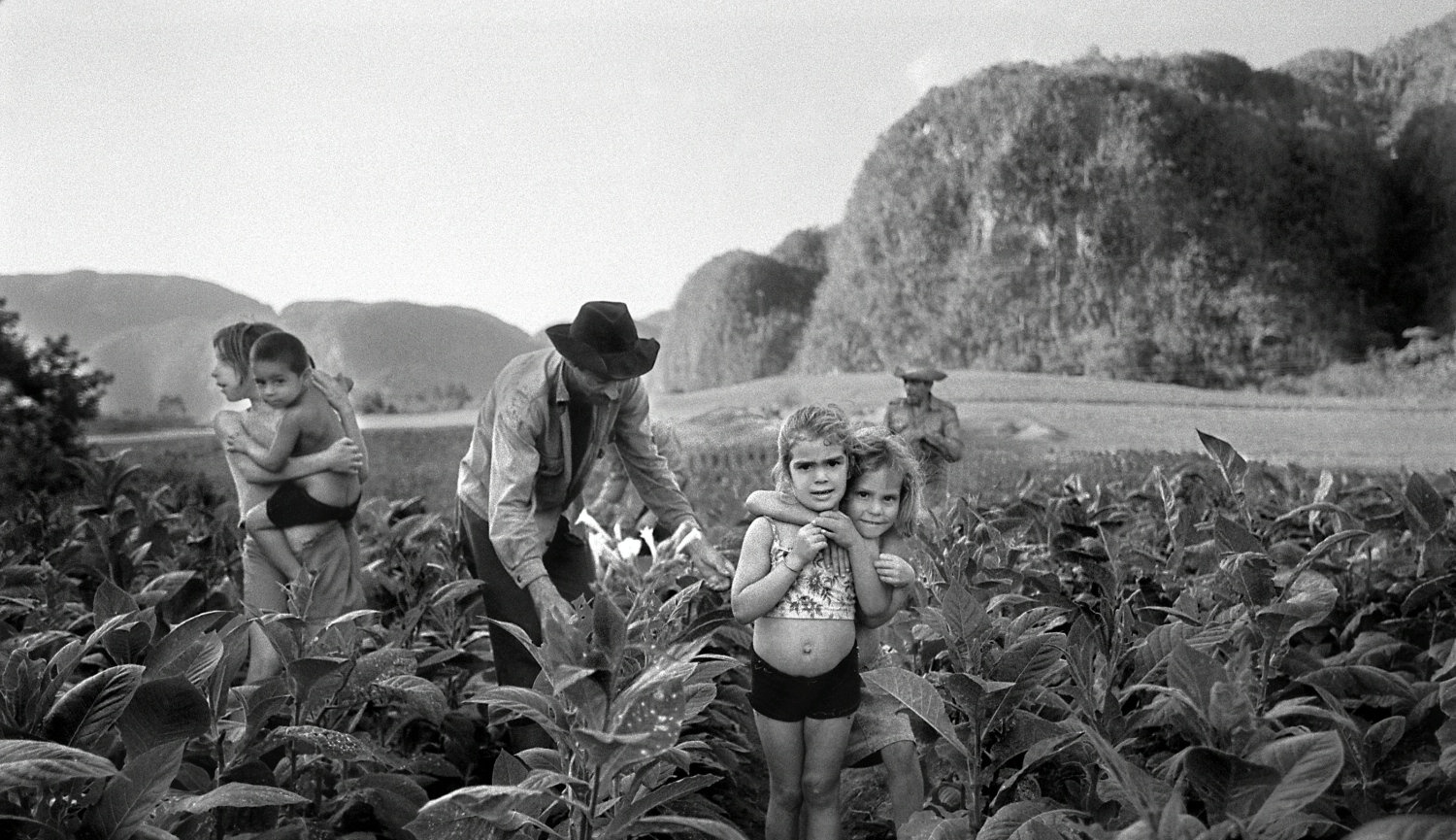
Manuel Rivera-Ortiz: Tabacco raccolto, Valle di Viñales, Cuba 2002

- Mirador de los Jazmines (Belvedere los Jazmines): punto panoramico per l’osservazione del sito naturale raggiungibile in taxi, autobus o a piedi.
- La Cueva del Indio: è attraversata da diversi fiumi sotterranei come il Río San Vincente, percorribile in barca [1]
- Gran Caverna de Santo Tomás: è classificata come la grotta più grande in tutta l’isola di Cuba ed è stata dichiarata Monumento Nazionale. Al suo interno si localizzano stalattiti, stalagmiti e una replica di un antico murale indiano.
- Cueva de San Miguel: al suo interno vengono conservate le testimonianze della storia di schiavi che vivevano in pessime condizioni di vita, i cimarrones.
- .Mural de la Prehistoria: un murale dipinto sulle pendici di uno dei mogote più caratteristici della zona, il mogote Pita, in cui è rappresentata l’evoluzione della specie.[2]

## Collegamenti esterni

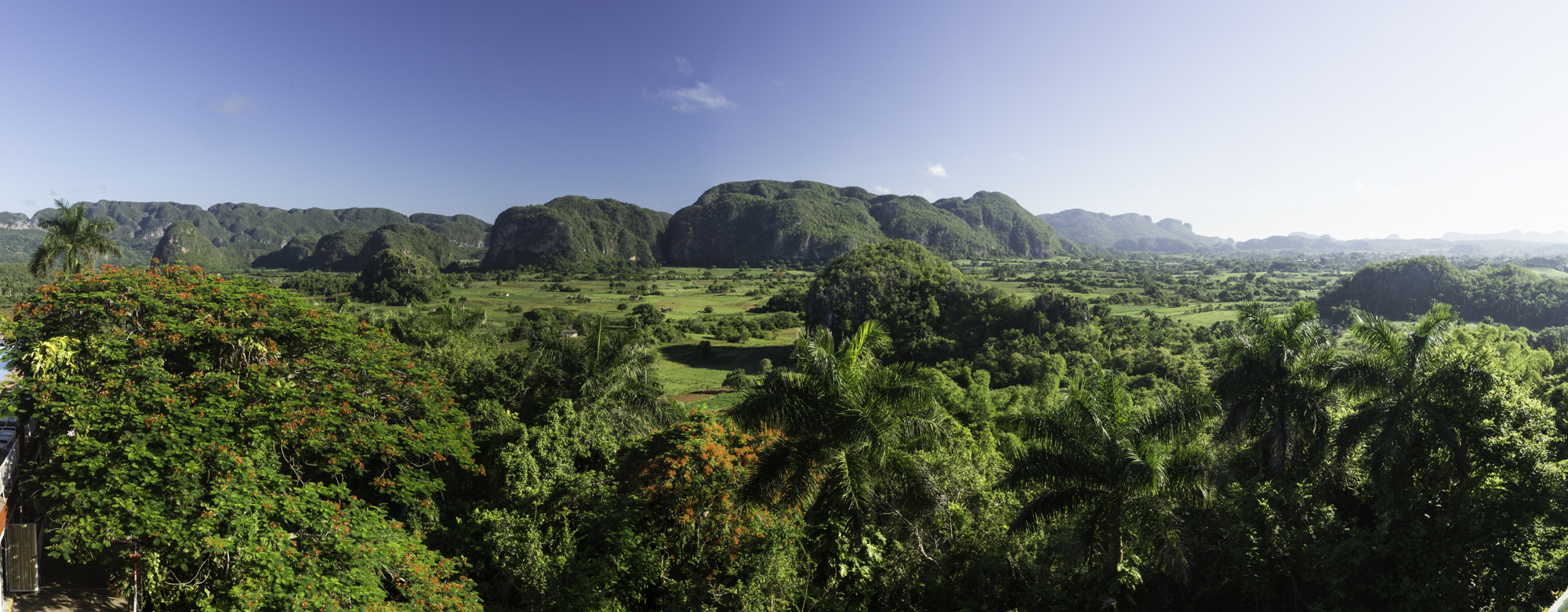